# 范晔 (体操运动员)
范晔（1986年10月23日—），女，河北保定人，中国体操运动员，强项为平衡木。

## 生平

### 運動員生涯
范晔5岁开始在保定市幼儿体校练体操，1997年入选河北省体操队，2001年入选国家队，教练是刘桂成和何花。
2003年，范晔参加了在美国安那罕举行的第37届世界体操锦标赛，夺得了平衡木的世界冠军。她的得分为9.812，她的全套动作是2001年2004年间得分最高最优美的一套平衡木动作。在赛后评论范晔的夺冠时，《美联社》表示这位年轻的中国小将在平衡木比赛中表现的非常稳健，她的整套动作无懈可击，在场上表现的很有自信，这是她获胜的源泉。
2005年体操世界杯德国站获得高低杠冠军，平衡木季军。
2007年世界杯科特布斯站平衡木冠军。

### 退役生活
2008年完成全國體操錦標賽後退役，入讀北京大學新聞與傳播學院。